# Liste der RBMK

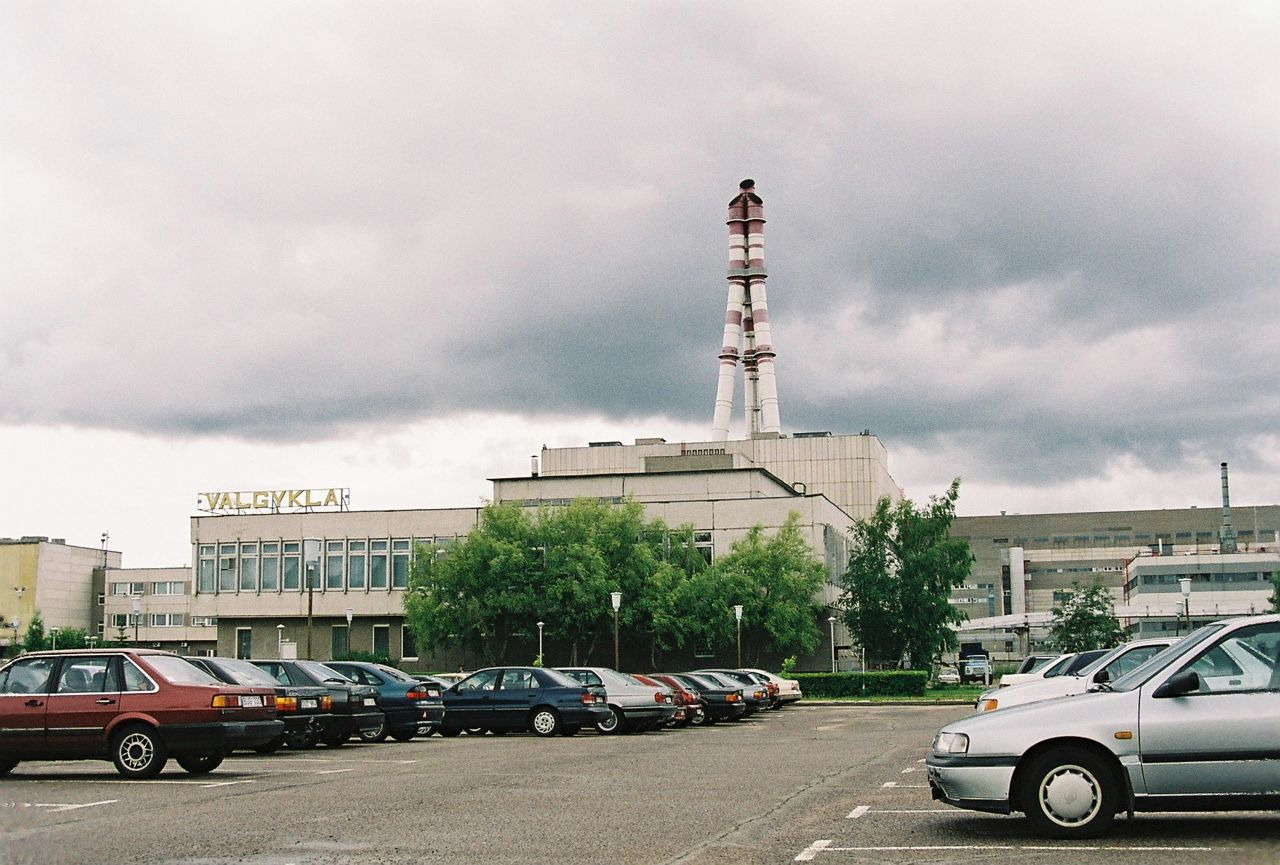
Kernkraftwerk Ignalina

Kernkraftwerke der sowjetischen Bauart RBMK wurden ausschließlich in der Sowjetunion gebaut. Bei dieser Bauform handelt es sich um eine Reaktorlinie, bei der Kernbrennstoff während des Betriebs entnommen und getauscht werden kann. Genutzt wird diese Eigenschaft auch für die Erbrütung von in der Nuklearmedizin benötigten Radionukliden.
In Betrieb befindliche Reaktoren sind farblich gekennzeichnet.

## Standorte Reaktoren der 1. RBMK Generation
Anfang der 1950er Jahre wurde in der UdSSR mit der Entwicklung eines Druckröhrenreaktors mit Siedewasserkühlung und Graphit-Moderator begonnen. Ende der 1960er Jahre waren mehrere kleine Anlagen in Betrieb. Danach ging man sogleich auf Blockleistungen von 1000 Megawatt (MW) über.
| Reaktorblock                | Staat                | Inbetriebnahme | Stilllegung | Reaktortyp/ Reaktormodell | Bruttoleistung (MW) |
| --------------------------- | -------------------- | -------------- | ----------- | ------------------------- | ------------------- |
| APS-1 Obninsk               | Russische Föderation | 1954           | 2002        | AM-1 (Vorgänger RBMK)     | 6                   |
| Belojarsk-1                 | Russische Föderation | 1964           | 1983        | AMB-100 (Vorgänger RBMK)  | 108                 |
| Belojarsk-2                 | Russische Föderation | 1969           | 1990        | AMB-200 (Vorgänger RBMK)  | 160                 |
| Leningrad-1 (Sosnowy Bor-1) | Russische Föderation | 1973           | 2018        | RBMK-1000                 | 1000                |
| Leningrad-2 (Sosnowy Bor-2) | Russische Föderation | 1975           | 2020        | RBMK-1000                 | 1000                |
| Kursk-1                     | Russische Föderation | 1976           | 2021        | RBMK-1000                 | 1000                |
| Tschernobyl-1               | Ukraine              | 1977           | 2000        | RBMK-1000                 | 800                 |
| Tschernobyl-2               | Ukraine              | 1978           | 1991        | RBMK-1000                 | 1000                |
| Kursk-2                     | Russische Föderation | 1979           | 2024        | RBMK-1000                 | 1000                |

## Standorte Reaktoren der 2. RBMK Generation
Die Sicherheitssysteme und Hilfsanlagen bei den Blöcken aus der zweiten RBMK-1000-Generation sind umfangreicher ausgelegt und verbessert.
Der RBMK-1500 war einst der größte jemals gebaute Reaktor der Welt, ehe die einzigen beiden realisierten Reaktorblöcke in Ignalina 1993 auf 1300 Megawatt gedrosselt wurden. Heute überschreiten eine ganze Reihe von Kernkraftwerken die 1500-Megawatt-Marke. Der derzeit leistungsstärkste Reaktorblock der Welt befindet sich im chinesischen Taishan, ein 1750-Megawatt-starker EPR.
Zum Zeitpunkt der Katastrophe von Tschernobyl befanden sich acht RBMK-Reaktoren im Bau. Dies waren Kursk-5 und Kursk-6, Smolensk-3 und Smolensk-4, Tschernobyl-5 und Tschernobyl-6 sowie Ignalina-2 und Ignalina-3.
| Reaktorblock                | Staat                | Inbetriebnahme       | Stilllegung     | Reaktortyp/ Reaktormodell | Bruttoleistung (MW) |
| --------------------------- | -------------------- | -------------------- | --------------- | ------------------------- | ------------------- |
| Leningrad-3 (Sosnowy Bor-3) | Russische Föderation | 1979                 | (geplant 2030)  | RBMK-1000                 | 1000                |
| Kostroma-1                  | Russische Föderation | Bau 1990 eingestellt |                 | RBMK-1500                 | 1500                |
| Kostroma-2                  | Russische Föderation | Bau 1990 eingestellt |                 | RBMK-1500                 | 1500                |
| Leningrad-4 (Sosnowy Bor-4) | Russische Föderation | 1981                 | (geplant 2026)  | RBMK-1000                 | 1000                |
| Tschernobyl-3               | Ukraine              | 1981                 | 2000            | RBMK-1000                 | 1000                |
| Smolensk-1                  | Russische Föderation | 1982                 | (geplant 2028)  | RBMK-1000                 | 1000                |
| Ignalina-1                  | Litauen              | 1983                 | 2004            | RBMK-1500                 | 1300                |
| Tschernobyl-4               | Ukraine              | 1983                 | 1986 explodiert | RBMK-1000                 | 1000                |
| Tschernobyl-5               | Ukraine              | Bau 1987 eingestellt |                 | RBMK-1000                 | 1000                |
| Tschernobyl-6               | Ukraine              | Bau 1987 eingestellt |                 | RBMK-1000                 | 1000                |
| Kursk-3                     | Russische Föderation | 1983                 | (geplant 2029)  | RBMK-1000                 | 1000                |
| Kursk-4                     | Russische Föderation | 1985                 | (geplant 2030)  | RBMK-1000                 | 1000                |
| Smolensk-2                  | Russische Föderation | 1985                 | (geplant 2030)  | RBMK-1000                 | 1000                |
| Ignalina-2                  | Litauen              | 1987                 | 2009            | RBMK-1500                 | 1300                |

## Standorte Reaktoren der 3. RBMK Generation
| Reaktorblock | Staat                | Inbetriebnahme           | Stilllegung    | Reaktortyp/ Reaktormodell | Bruttoleistung (MW) |
| ------------ | -------------------- | ------------------------ | -------------- | ------------------------- | ------------------- |
| Smolensk-3   | Russische Föderation | 1990                     | (geplant 2034) | RBMK-1000                 | 1000                |
| Smolensk-4   | Russische Föderation | Bau 1993 eingestellt     | -              | RBMK-1000                 | 1000                |
| Kursk-5      | Russische Föderation | Bau 2012 eingestellt     | -              | RBMK-1000                 | 1000                |
| Kursk-6      | Russische Föderation | Bau 1993 eingestellt     | -              | RBMK-1000                 | 1000                |
| Ignalina-3   | Litauen              | Bau 1988 eingestellt     | -              | RBMK-1500                 | 1500                |
| Ignalina-4   | Litauen              | Planung 1988 eingestellt | -              | RBMK-1500                 | 1500                |